# Greatest Videoz
«Greatest Videoz» — DVD американской группы Limp Bizkit, выпущенный 9 ноября 2005 года. Он является компаньоном к сборнику Greatest Hitz, который был выпущен в том же году. На DVD собраны видеоклипы песен с альбомов Three Dollar Bill, Yall$, Significant Other, Chocolate Starfish and the Hot Dog Flavored Water, Results May Vary и The Unquestionable Truth (Part 1).

## Производство и контент
Выпуск сборника лучших хитов группы был анонсирован ещё в 2001 году. Во время записи альбомов Results May Vary и The Unquestionable Truth (Part 1), Limp Bizkit работали над сборником.
Greatest Hitz содержал материал с первых четырёх альбомов Limp Bizkit.
Фред Дёрст начал проявлять интерес к режиссуре в конце 1997 года, сняв видеоклип группы на песню «Faith». Он снял видеоклип в поддержку его появления в фильме «Очень дикие штучки», но остался недоволен им, и снял второй клип, в котором была отдана дань уважения таким группам, которые гастролировали с Limp Bizkit, как Primus, Deftones и Mötley Crüe, появившимся в видеоклипе.
Видеоклип к песне «Re-Arranged» отражает критику, окружающую группу после их выступления в фестивале Вудсток '99. Дёрст видел в группе козла отпущения за полемику на этом мероприятии и снял клип, в котором группа получает смертный приговор за своё участие в концерте. Видеоклип закончился тем, что разгневанные свидетели наблюдали, как группа тонет в молоке во время исполнения песни. Концовка клипа предвещает концепцию следующего клипа группы, «N 2 Gether Now», в котором фигурировали Method Man и Поли Шор, и был вдохнговлен драками инспектора Жака Клузо с его дворецким, Катоном Фонгом, в серии фильмов Розовая пантера. Однако видеоклипы к песням «Sour», «Take a Look Around», «The Truth» и «Home Sweet Home/Bittersweet Symphony», а также несколько видеоклипов из альбома ремиксов New Old Songs отсутствуют.

## Музыка и лирическое содержание
Музыка в Greatest Videoz описана в стиле ню-метал и известна как «кинетическая, бешеная энергия».
DJ Lethal отвечает за звуковой дизайн в группе, формируя звучание. По его словам:
Я стараюсь создавать новые звуки, а не только обычные звуки скретча. […] Это то, что вы раньше не слышали. Я пытаюсь быть похожим на другого гитариста.
Уэс Борланд использует шестиструнные и семиструнные гитары. Его игру можно не иначе назвать как экспериментальной и разнообразной.
Тексты Фреда Дёрста часто содержат ненормативную лексику, а также злой и непристойный характер. Большая часть лирического вдохновения Дёрста была связана с его взрослением и личной жизнью. Его отношения с девушкой вдохновили на написание песен «Nookie» и «Re-Arranged».

## Список видеоклипов
DVD содержит 12 видеоклипов.
| Название                                | Альбом                                            | Режиссёр(ы)                   |
| Counterfeit                             | Three Dollar Bill, Y'all$                         | Роджер Пистол Джонатан Крэвен |
| Faith                                   | Three Dollar Bill, Y’all$                         | Фред Дёрст                    |
| Nookie                                  | Significant Other                                 | Фред Дёрст                    |
| Break Stuff                             | Significant Other                                 | Фред Дёрст                    |
| Re-Arranged                             | Significant Other                                 | Фред Дёрст                    |
| N 2 Gether Now (совместно с Method Man) | Significant Other                                 | Фред Дёрст                    |
| My Generation                           | Chocolate Starfish and the Hot Dog Flavored Water | Фред Дёрст                    |
| Rollin’ (Air Raid Vehicle)              | Chocolate Starfish and the Hot Dog Flavored Water | Фред Дёрст                    |
| My Way                                  | Chocolate Starfish and the Hot Dog Flavored Water | Фред Дёрст                    |
| Boiler                                  | Chocolate Starfish and the Hot Dog Flavored Water | Дэйв Мэйерс Фред Дёрст        |
| Eat You Alive                           | Results May Vary                                  | Фред Дёрст                    |
| Behind Blue Eyes                        | Results May Vary                                  | Фред Дёрст                    |
| --------------------------------------- | ------------------------------------------------- | ----------------------------- |

## Участники

### Limp Bizkit
Треки 1-10
- Фред Дёрст — вокал, речитатив
- Уэс Борланд — гитара
- Сэм Риверс — бас-гитара
- Джон Отто — барабаны
- DJ Lethal — тёрнтейблизм, сэмплирование, программирование, клавишные, звуковой дизайн

11-12
- Такой же персонал только вместо Уэса Борланда гитарист Майк Смит[прим. 1]

### В ролях
Counterfeit
- Sen Dog
- Том Хазарт[англ.]

Faith
- Джонатан Дэвис
- Брайан Уэлч
- Реджинальд Арвизу
- Джеймс Шаффер
- Айс Кьюб
- Лес Клейпул

Break Stuff
- Эминем
- Джонатан Дэвис
- Dr. Dre
- Snoop Dogg
- Поли Шор
- Сет Грин

Re-Arranged
- Мэтт Пинфилд[англ.]

N 2 Gether Now
- Method Man
- Redman
- Поли Шор

Rollin’ (Air Raid Vehicle)
- Бен Стиллер
- Стивен Дорфф

Eat You Alive
- Билл Пэкстон
- Тора Бёрч

Behind Blue Eyes
- Хэлли Берри